# WOG
WOG (скорочення від англ. West Oil Group, дослівно Західна Нафтова Група) — одна з найбільших мереж автозаправних комплексів в Україні. Власники — Сергій Лагур та Світлана Івахіва. Станом на січень 2025 року до її складу входить понад 360 АЗК по всій Україні (крім тимчасово окупованих територій), більшість з яких мають WOG CAFE та WOG MARKET.

## Історія

### 2000—2021
- 2000 рік — відкриття першого автозаправного комплексу під торговельною маркою WOG в селищі Цумань на Волині[2][3].
- 2002 рік — WOG налічує понад 200 АЗК по всій Україні[4].
- 2003 рік — мережа WOG налічує 272 АЗК. Активно реалізовує програму реконструкції застарілих автозаправок згідно з корпоративними стандартами[5].
- 2005 рік — створення навчально-тренінгового центру для підвищення кваліфікації персоналу усіх рівнів, розробка комплексної програми, спрямованої на стимулювання роботи працівників АЗК.
- 2006 рік — початок роботи перших АЗК у Києві та Одесі.
- 2007 рік — введення в експлуатацію перших комплексів у Чернігівській, Запорізькій, Полтавській, Херсонській, Луганській та Харківській областях. На АЗК WOG з'являються перші супермаркети Sun Market. Мережа отримує сертифікат, який підтверджує відповідність системи менеджменту якості міжнародному стандарту ISO 9001:2000[6].
- 2008 рік — виведення на ринок бензину під брендом Mustang 95. Налагоджено співпрацю з міжнародною компанією Deloitte, яка входить до четвірки найбільших аудиторських компаній світу[7].
- 2009 рік — розпочали роботу перші АЗК WOG на Донеччині. Виведення на ринок пального Mustang 100  — єдиного в Україні бензину з октановим числом 100[8].
- 2010 рік — впроваджується програма лояльності PRIDE для постійних клієнтів. Компанія виграє ряд тендерів на постачання пального для великих державних та міжнародних підприємств, серед яких АТ «Державна акціонерна компанія „Автомобільні дороги України“», «Укрпошта», гірничо-збагачувальний комбінат «Метінвест», «АрселорМіттал», «Енергоатом», «Укрзалізничпостач» та інші[9][10][11].
- 2011 рік — мережа нараховувала понад 400 автозаправних комплексів в Україні. Другий рік поспіль ТМ WOG отримує звання «Мережа автозаправних станцій року»[12].
- 2012 рік — мережа АЗК WOG отримала сертифікати, які підтверджують відповідність системи управління (менеджменту) якості вимогам міжнародних стандартів ISO 9001:2008 та ДСТУ ISO 9001:2009.
- 2013 рік — початок продажу брендового ДП Mustang+. Відкриття в Києві першої в мережі WOG електрозаправки для електромобілів[13].
- 2014 рік — на АЗК WOG з'являються кавомашини Franke. Стартує проєкт «Найкавовіша кава»[14][15][16]. Компанія виводить на ринок новий продукт — брендовий газ LPG Mustang[17].
- 2015 рік — відкриття WOG CAFE в Києві, яке працює поза межами АЗК[18].
- 2016 рік — WOG  виграє тендер на забезпечення потягів Інтерсіті якісним харчуванням[19].
- 2017 рік — запуск послуги WOG Pay — функції безконтактної оплати за пальне, напої та страви з WOG CAFE, не виходячи з авто[20]. Відкриття WOG CAFE в аеропорту «Київ» (Жуляни)[21][22][23][24][25].
- 2019 рік — відкриття WOG CAFE у аеропортах Борисполя[26][27], Львова[28][29] та в аеропорту Одеси[30]. На кінець року в мережі було понад 150 електрозарядок, з них — 37 суперчардж[31][32][33]. Лабораторія контролю якості газу на АЗК WOG акредитовано за новою версією стандарту ДСТУ ISO/IES 17025:2017[34].
- 2020 рік — на АЗК WOG зʹявляються кавові машин нового покоління FRANKE SB 1200[35].
- 2021 рік — у міжнародних аеропортах «Київ» (Жуляни) та «Одеса» відкрили нові заклади WOG CAFE у форматі coffee point[36][37].
- 2022 рік — впроваджена система самообслуговування в форматі терміналів WOG PAY BOX[38]. Відбувся запуск інноваційного застосунку та сервісу e-Talons, який дозволяє корпоративним клієнтам генерувати талони з потрібним для заправки об'ємом пального[39][40].
- 2023 рік — відкриття найбільшого трасового комплексу в с. Глибочиця на Житомирщині[41]. Відкриття дитячої зони спільно з Bob Snail[42].
- 2024 рік — відкриття в Києві на вул. Іллєнка, 50 А АЗК WOG у концептуально новому city-форматі. Це перший міський автозаправний комплекс, побудований компанією з нуля під час повномасштабної війни[43].
- Наразі WOG CAFE — це найбільша національна монобрендова мережа кав'ярень кави без кофеїну[44].

## Мережа
АЗК WOG працюють на всій території, підконтрольній Україні. Кількість співробітників станом на 2025 рік — понад 7 тисяч.

### Структура
WOG представлена 13 нафтобазами та понад 360 АЗК в Україні. Має також власні лабораторії, де здійснюється контроль якості пального, а також сервісну компанію, що займається техобслуговуванням АЗК.[джерело?]
Структура компанії також включає 345 WOG CAFE та 355 WOG MARKET, які знаходяться майже у кожному автозаправному комплексі.

## Продукція
Восени 2010 компанія почала постачати дизельне пальне під брендом Mustang. Це пальне імпортується із нафтопереробних заводів ЄС.
Продукти, що реалізуються на АЗК WOG:
- 95 Євро-5
- Mustang 95
- Mustang 100
- ДП Євро-5
- ДП Mustang+
- Газ нафтовий скраплений

## Програма лояльності
У 2010 році стартувала програма лояльності PRIDE для постійних клієнтів мережі АЗК WOG. Сьогодні в ній зареєстровано понад 8,5 млн клієнтів.

## Нагороди
- 2005 рік — звання «Золотої торгової марки України»[48].
- 2007 рік — друга позиція у рейтингу ефективності брендів «Гвардія брендів 2007» з оцінкою вартості бренду $ 278,137 млн.
- 2009 рік — бренд WOG визнано найдорожчим серед національних брендів у галузі «Пальне та енергетика» ($26,9 млн).
- У 2010 році згідно з оцінками MPP Consulting бренд WOG визнано найдорожчим серед національних брендів у галузі «Пальне та енергетика» ($ 33,2 млн).
- 2010—2014 рік — лауреат номінації «Мережа автозаправних станцій року» за версією «Вибір року» в Україні.
- 2015 рік — мережа WOG CAFE здобули нагороду в номінації «Інновація року» бізнес премії «Private Label 2015»[49].
- 2016 рік — найвищий індекс капіталу бренду (3,11 — високий) за даними маркетингового дослідження міжнародної компанії Nielsen[50].
- 2018 рік — 30 позиція у рейтингу «ТОП-100 найдорожчих брендів України» за оцінкою MPP Consulting[51][52].
- 2020 рік — перемога в номінації «Найбільш впізнавана ВТМ року» Національної бізнес премії «Private Label 2020»[53][54].
- 2022 рік — входить до переліку 30 стійких приватних компаній України[55].
- 2023 рік — друга позиція в списку 200 лідерів української економіки, галузь «ПЕК: Нафтогазова енергетика»[56].
- 2023 рік — входить до 50 найкращих роботодавців воєнного часу[57].
- 2024 рік — 12 позиція в рейтингу «202 найбільших приватних компаній України»[58].
- 2024 рік — перемога в номінації «Кращий концепт року» на премії RAU Awards-2024[59].

## Корпоративна соціальна відповідальність
З 2006 року компанія реалізує благодійний проєкт «Дорога добра». У межах ініціативи вдалося закупити сучасне дороговартісне обладнання для медичних закладів по всій країні, тим самим врятувавши життя тисяч дітей.
У 2019 році мережа АЗК WOG провела перший всеукраїнський конкурс малюнку «Твори різдвяну дивокаву». Він став традицією компанії: щороку напередодні новорічних свят діти з усієї України надсилають організаторам конкурсу малюнки. Три найкращі роботи прикрашають різдвяні горнятка, які з'являться у WOG CAFE в день Святого Миколая — 19 грудня.
У 2020 році в умовах протидії Covid-19 компанія взяла участь у спільній програмі з таксі-сервісом Uklon #ТаксіДляДонора і за сприяння фундацій ДонорUA і #ВартоЖити забезпечили 20 000 поїздок донорів до Центрів Крові.
Компанія впровадила екоплатформу «До природи з добром», в межах якої сортують та відправляють на вторинну переробку, здійснюють повторне використання  кавової макухи на АЗК, збирають та відправляють на переробку відпрацьовані батарейки (проєкт «Батарейка, здавайся!»).
У 2022 році WOG сфокусувався на підтримці та запуску власних проєктів, що мають на меті забезпечення пальним тих, хто рятує життя — вивозить поранених військових з гарячих точок, цивільних та маломобільних людей — із зон активних бойових дій.
Проєкт «Збережи пальне для перемоги» спрямований на популяризацію відповідального споживання пального в умовах великої війни. До нього долучилася низка українських та міжнародних компаній, а також лідери громадської думки.
«Твори добро» — соціальна ініціатива, яку WOG реалізував спільно з Укрзалізницею та БФ «Твоя опора». Частину коштів із продажу гарячих напоїв у WOG CAFE в Інтерсіті WOG перерахував на закупівлю дороговартісних ліків для дітей, які постраждали від війни.
«Добробонуси» — проєкт, ініційований спільно з Благодійним фондом Сергія Притули, в межах якого зібрали кошти на три спеціалізовані швидкі допомоги для підрозділів ЗСУ.
«Добропаливо» — проєкт, що реалізується спільно з Visa. Він має на меті підтримати пальним волонтерів благодійного фонду «Життєлюб», які здійснюють адресну доставку ліків, продуктів та товарів першої необхідності найбільш вразливим верствам населення на території, що постраждали внаслідок бойових дій.

### Під час повномасштабного вторгнення
З початком повномасштабного вторгнення компанія WOG фокусується на кількох напрямах допомоги.
Проєкт «Пальне, що рятує життя» – забезпечення пальним евакуаційних місій, які евакуюють цивільних з гарячих точок та поранених військових. Наразі більш як 10 ініціатив отримують системну підтримку пальним, серед них «Параволан», «Центр спасіння життя», «Елеос-Україна», Перший добровольчий медичний шпиталь ім. М. Пирогова, Гуманітарний департамент Благодійного фонду Сергія Притули, проєкт «Птахи» від БФ «Відчуй», БФ «Життєлюб».
Проєкт «WOGОНЬ Допомоги», у межах якого WOG реалізовує ініціативи, що мають на меті оперативно та адресно закривати актуальні запити Сил оборони.
Комплексна програма з реінтеграції ветеранів та ветеранок у цивільне життя – соціальний освітній проєкт «Академія кави WOG», який стартував у 2023 році. Станом на кінець жовтня 2024 випустили 4 навчальні потоки (понад 200 осіб). 13 випускників відкрили кав’ярні.

## Судові справи
2018 року АМКУ притягнув до відповідальності групу WOG, до складу якої входить ТОВ «імпорт Транс Сервіс» та кілька інших суб’єктів господарювання, за вчинення антиконкурентних узгоджених дій, які призвели до підвищення роздрібних цін на скраплений вуглеводневий газ у серпні 2017 року. АМКУ довів відсутність об’єктивних причин для таких дій відповідачів та встановив, що ці дії обмежили конкуренцію. За це компанія була оштрафована на 5,17 млн грн.
У результаті розгляду касаційної скарги ТОВ «Імпорт Транс Сервіс» (група «WOG») у справі про змову під час встановлення цін на автогаз, Верховний Суд 16 березня 2023 року відхилив скаргу, підтвердивши рішення Антимонопольного комітету щодо оштрафування компанії.